# Nóvaia Kàmenka
Nóvaia Kàmenka (en rus: Новая Каменка) és un poble de l'óblast de Saràtov, a Rússia, segons el cens del 2019 tenia 3 habitants. Pertany al districte municipal d'Engels.